# Дэвис, Эван
Эва́н Га́рольд Дэви́с (род. 8 апреля 1962 года в Малверне, Вустершир) — английский экономист, журналист и ведущий BBC.
В октябре 2001 года, Дэвис сменил Питера Джея на посту экономического обозревателя ВВС. Он покинул этот пост в апреле 2008 года, чтобы стать ведущим программы «Сегодня» (Today) на Радио BBC 4. С 26 сентября 2014 года главным ведущим программы «Вечер Новостей» (Newsnight), заменив Джереми Паксмана.
Дэвис также ведёт тедевизионную программу «Dragon’s Dan» (Логово дракона) о венчурном предпринимательстве на «BBC Two» и «The Bottom Line» (Нижняя строка", ток-шоу на темы бизнеса на радио BBC 4.
Как ведущий BBC он зарабатывает £250,000-£299,999.

## Ранние годы
Дэвис родился в Малверне (Вустершир) в семье Кинтина Виссера Дэвиса и Хейзел Норин Дэвис. Детство провёл Эштеде (Суррей). Учился в гимназии города Доркинг, которая в 1976 году была переименована в школу Эшкомб (Доркинг). Дэвис затем получил степень в области философии, политики и экономики в Сент-Джонс-колледже, Оксфорд, где он учился с 1981 по 1984 год, и получил степень MPA в Государственной коле Кеннеди правительства в Гарвардском университете. в то время как в Оксфордском университете, он редактировал Оксфорда, студенческой газеты.

## Начало карьеры
Дэвис начал работать как экономист Института финансовых исследований (Institute for Fiscal Studies) и одновременно в течение короткого времени работал над системой Community Charge по сбору налогов местного самоуправления (более известной как Poll Tax или подушный налог). В 1988 году он перешел в Лондонскую школу бизнеса, где занимался написанием статей её издания «Business Strategy Review» (обзор бизнес-стратегии). В 1992 году он вернулся в институт фискальных исследований, где написал доклад «Великобритания, Европа и квадратная миля» для европейского политического форума, где утверждал, что финансовое благополучие Британии обусловлено тем, что она рассматривается в качестве плацдарма на территории Европейского Союза.
В 1993 году Дэвис стал корреспондентом отдела экономики BBC. С 1997 по 2001 год он работал в качестве экономического редактора программы Newsnight на канале BBC Two. В середине 1990-х годов был членом консультативного совета фонда Social Market Foundation; также он является членом British-American Project for the Successor Generation, организации, призванной укреплять связи между Соединённым Королевством и Соединёнными Штатами.

## BBC

### Экономический редактор
В качестве экономического редактора BBC Дэвис отвечал за экономические обзоры и экономический анализ ряда программ радио и телевидения BBC, в частности, «Ten O’Clock News». Он также участвовал в редактировании широкого круга экономических программ BBC, включая программы прямого эфира.
Дэвис вёл блог на сайте BBC под названием «Evanomics», в котором он «пытался понять реальный мир, используя экономику в качестве инструмента». Темы, которые он обсуждал, включали налоги за пользование дорогами, помощь пожилым людям, бюджет Гордона Брауна, также выбор вин.
Дэвис получил несколько наград, включая Work Foundation’s Broadcast Journalist of the Year в 1998, 2001 и 2003, и Harold Wincott Business Broadcaster of the Year в 2002. В 2008 году Дэвис занял первое место в «розовом списке» (pink list) газеты Independent on Sunday, куда включаются 100 наиболее влиятельных лиц нетрадиционной сексуальной ориентации британского общества.
23 мая 2005 года Дэвис отказался участвовать в пикетировании в день действий сотрудников BBC против сокращения рабочих мест. В акции также отказались принимать участие другие известные сотрудники: Терри Воган, Шила Фогерти и Деклан Керри. Дэвис также выступил в качестве штрейкбрехера во время забастовки BBC, организованной Национальным союзом журналистов 6 ноября 2010, когда он с Сарой Монтегю выступил в программе Today Programme в 3:30, при этом формально он не пересекал линию пикетов, так как пришёл на работу до того, как пикетирование было организовано.

### Текущая работа
В середине 2007 года Дэвис был приглашённым ведущим программы Today. В апреле 2008 года он ушёл с поста экономического редактора BBC, чтобы стать ведущим этой программы вместо Кэролин Куинн. В 2009 Дэвис сказал, что самое лучшее в работе ведущего, что «вы можете читать Википедию во время прямого эфира».
Кроме работы в программе Today он ведёт еженедельную дискуссионную программу The Bottom Line на BBC Радио 4, а также «Dragons' Den» на BBC Two.
В 2012 году Дэвис представлял передачу «Построено в Британии» (Built in Britain), в рамках которой рассматривалась роль крупных инфраструктурных проектов в Великобритании, в том числе изучение влияния магистрали М25 на город Эштед в Суррее, где он вырос.
В 2014 году, Дэвис представил на BBC Two серию передач «Mind the Gap: London vs the Rest» (Почувствуйте разницу: Лондон и всё остальное), в которых он исследовал производительные силы Великобритании и причины, по которым экономическое доминирование столицы настолько велико.

### Newsnight
21 июля 2014 года было объявлено, что Дэвис заменит Джереми Паксмана, в качестве ведущего Newsnight начиная с осени 2014 года. Его последнее выступление в качестве ведущего Today произошло 26 сентября 2014 года.
Дэвис был признан виновным в нарушении правил BBC о беспристрастности при освещении 2017 Французских президентских выборов 2017 года на Newsnight, поскольку создавалось впечатление, что он отдаёт предпочтение Эммануэлю Макрону против Марин Ле Пен. Исполнительный орган BBC по расследованию жалоб постановил, что Дэвис в интервью с представителями Макрона и Ле Пен склонялся в пользу одного из кандидатов.

## Литературная деятельность
Книга 1998 года «Public Spending» (Государственные расходы) была выпущена издательством Penguin Books. В ней он выступал за приватизацию части государственных услуг как средство повышения эффективности. Вторая книга Дэвиса «Made in Britain: How the Nation Earns Its Living» (Сделано в Британии: как народ зарабатывает на жизнь) была опубликована издательством «Little, Brown and Company» в мае 2011 года. Его третья книга, «Post-Truth: Why We Have Reached Peak Bullshit and What We Can Do About It» (Постправда: почему мы достигли пика чепухи и что мы можем сделать с этим) выпущена издательством "Little, Brown and Company в мае 2017 года.

## Личная жизнь
Дэвис живёт в Лондоне со своим партнером Гийомом Бальцем, французским ландшафтным архитектором. Он является владельцем уиппета по кличке Мистер Уиппи. Дэвис — заядлый мотоциклист, он был замечен на мотоцикле Yamaha R6 на передаче BBC «The City Uncovered».

## Почетные звания и награды
Дэвис имеет почетные степени в Открытом университете; Лондонском городском университете; Университете Кардиффа, Университете Ковентри и Университете Астона.